# شهرستان یوچی
شهرستان یوچی (به لاتین: Yuechi County) یک شهرستان‌های جمهوری خلق چین در چین است که در گوانگان واقع شده‌است.